# Personer i Sverige födda i Jemen
Till personer i Sverige födda i Jemen räknas personer som är folkbokförda i Sverige och som har sitt ursprung i Jemen. Enligt Statistiska centralbyrån fanns det 2017 i Sverige sammanlagt cirka 2 200 personer födda i Jemen.

## Historisk utveckling

### Födda i Jemen
| Personer i Sverige födda i Jemen 2000–2024      | Personer i Sverige födda i Jemen 2000–2024 | Personer i Sverige födda i Jemen 2000–2024 | Personer i Sverige födda i Jemen 2000–2024 | Personer i Sverige födda i Jemen 2000–2024 |
| ----------------------------------------------- | ------------------------------------------ | ------------------------------------------ | ------------------------------------------ | ------------------------------------------ |
|                                                 |                                            |                                            |                                            |                                            |
| År                                              |                                            |                                            | Folkmängd                                  |                                            |
| 2000                                            | 2000                                       |                                            | 173                                        |                                            |
| 2001                                            | 2001                                       |                                            | 178                                        |                                            |
| 2002                                            | 2002                                       |                                            | 187                                        |                                            |
| 2003                                            | 2003                                       |                                            | 202                                        |                                            |
| 2004                                            | 2004                                       |                                            | 224                                        |                                            |
| 2005                                            | 2005                                       |                                            | 242                                        |                                            |
| 2006                                            | 2006                                       |                                            | 304                                        |                                            |
| 2007                                            | 2007                                       |                                            | 341                                        |                                            |
| 2008                                            | 2008                                       |                                            | 374                                        |                                            |
| 2009                                            | 2009                                       |                                            | 490                                        |                                            |
| 2010                                            | 2010                                       |                                            | 605                                        |                                            |
| 2011                                            | 2011                                       |                                            | 825                                        |                                            |
| 2012                                            | 2012                                       |                                            | 1 014                                      |                                            |
| 2013                                            | 2013                                       |                                            | 1 210                                      |                                            |
| 2014                                            | 2014                                       |                                            | 1 333                                      |                                            |
| 2015                                            | 2015                                       |                                            | 1 499                                      |                                            |
| 2016                                            | 2016                                       |                                            | 1 869                                      |                                            |
| 2017                                            | 2017                                       |                                            | 2 191                                      |                                            |
| 2018                                            | 2018                                       |                                            | 2 540                                      |                                            |
| 2019                                            | 2019                                       |                                            | 2 834                                      |                                            |
| 2020                                            | 2020                                       |                                            | 3 052                                      |                                            |
| 2021                                            | 2021                                       |                                            | 3 262                                      |                                            |
| 2022                                            | 2022                                       |                                            | 3 348                                      |                                            |
| 2023                                            | 2023                                       |                                            | 3 389                                      |                                            |
| 2024                                            | 2024                                       |                                            | 3 333                                      |                                            |
| Anm.: Befolkning den 31 december respektive år. |                                            |                                            |                                            |                                            |